# Толмачёвская ГЭС-3
Толмачёвская ГЭС-3 — гидроэлектростанция на реке Толмачёва (в 10,3 км от истока реки) в Усть-Большерецком районе, Камчатского края. Входит в Толмачёвский каскад ГЭС, являясь его нижней ступенью. Находится в долевой собственности, эксплуатируется ПАО «Камчатскэнерго» (дочернее общество ПАО «РусГидро») по договору доверительного управления.

## Конструкция станции
Толмачёвская ГЭС-3 представляет собой деривационную электростанцию с подводящей, преимущественно напорной, деривацией. Установленная мощность электростанции — 18,4 МВт (по существующий в России классификации относится к малым ГЭС), проектная среднегодовая выработка электроэнергии — 65,4 млн кВт·ч, фактическая среднегодовая выработка электроэнергии — 26,13 млн кВт·ч.
Сооружения гидроузла включают в себя:
- земляную насыпную плотину из песчано-гравийного грунта, максимальной высотой 18 м, длиной 85 м;
- поверхностный нерегулируемый водосброс с порогом на отметке НПУ, пропускной способностью 33,6 м³/с при ФПУ 434,5 м и 52,2 м³/с при ФПУ 435 м;
- водоприёмник ГЭС;
- деривационный канал длиной 840 м, рассчитанный на расход 18 м³/с;
- металлический напорный трубопровод длиной 2700 м и диаметром 2,5 м;
- здание ГЭС;
- отводящий канал длиной 15 м в ручей Ключевой.

В здании ГЭС установлены 2 вертикальных гидроагрегата мощностью по 9,2 МВт, с радиально-осевыми турбинами РО 180/874а-ВМ-102 с холостыми водовыпусками, работающими при расчётном напоре 122 м. Турбины приводят в действие генераторы СВ-215/106-8УХЛ4. Выдача электроэнергии станции производится через открытое распределительное устройство (ОРУ) напряжением 110 кВ по линии электропередачи ВЛ 110 кВ Толмачёвская ГЭС-3 — ПС Апача.
Напорные сооружения ГЭС образуют небольшое водохранилище. Площадь водохранилища при нормальном подпорном уровне 0,0153 км², длина 0,3 км. Полная ёмкость водохранилища составляет 0,0682 млн м³, полезный объём отсутствует. Отметка нормального подпорного уровня водохранилища составляет 433 м над уровнем моря (по Балтийской системе высот), форсированного подпорного уровня — 435 м, отметка уровня мёртвого объёма соответствует отметке НПУ.

## История строительства и эксплуатации
Планы по строительству каскада ГЭС на реке Толмачёва начали обсуждаться в начале 1990-х годов. Задачей станций предполагалось энергоснабжение изолированного в те годы от центрального энергоузла Камчатки Усть-Большерецкого района. Решение о необходимости строительства каскада малых ГЭС на р. Толмачева, в качестве первоочередных опытно-экспериментальных объектов малой гидроэнергетики на Дальнем Востоке, утверждено Президентом РАО «ЕЭС России» А. Ф. Дъяковым в 1993 году. Проект строительства каскада ГЭС на реке Толмачёва был утверждён Правительством России в 1995 году. Институтом «Ленгидропроект» был спроектирован каскад из трёх станций: головной ГЭС-1 с регулирующим водохранилищем и деривационных ГЭС-2 и ГЭС-3, на которых сосредоточена основная мощность и выработка каскада.
Строительство Толмачевских ГЭС началось в 1997 году, в качестве первоочередного объекта была выбрана ГЭС-1, введённая в эксплуатацию 25 сентября 1999 года. Одновременно велось строительство более крупной ГЭС-3, которая была введена в эксплуатацию в 2000 году. Строительство станции велось за счет средств нескольких рыболовецких предприятий и регионального бюджета, после ввода в эксплуатацию Толмачёвская ГЭС-3 зарегистрирована в долевую собственность пропорционально объёму вложенных средств. До 2006 года Толмачёвская ГЭС-3 обеспечивала энергоснабжение Усть-Большерецкого района, с 2006 года станции Толмачёвского каскада были соединены линией электропередачи 110 кВ с Центральным энергорайоном Камчатки. До декабря 2019 года станция эксплуатировалась ПАО «Камчатский газоэнергетический комплекс», позднее — ПАО «Камчатскэнерго» (дочернее общество ПАО «РусГидро») по договору доверительного управления.
Толмачёвская ГЭС-3  (наряду с другими станциями Толмачёвского каскада) полностью обеспечивает энергоснабжение Усть-Большерецкого района, что позволило отказаться от работы дизельных электростанций, использующих дорогое привозное топливо. Также она используется для работы в пиковой части графика нагрузок Центрального энергоузла Камчатки.